# Berbérisme
 (15 avril 2025).
Améliorez-le ou discutez des points à vérifier. 

Le « drapeau berbère » adopté par le Congrès mondial amazigh à Paris, en France (CMA, Agraw Amadlan Amazigh) en 1998

Le Berbérisme (en amazighe : Tamaziɣiẓri) est un courant ethnonationaliste berbère, défini par ses partisans comme un mouvement politique et identitaire qui milite pour « la reconnaissance de la dimension culturelle, historique, identitaire, et linguistique amazighe dans les pays du Maghreb », malgré la reconnaissance déjà établie de cette identité comme identité officielle et existante au Maroc et en Algérie. En effet il s'agit d'un mouvement qui cherche à affirmer que les Maghrébins sont, de manière universelle, berbères, que l'identité arabe n'est pas l'identité de la nation—(pas seulement les communautés berbérophones)—,,,, et que la véritable identité de la nation est celle des Amazighs/Berbères. Ce mouvement a vu le jour principalement en Kabylie (Algérie) et au Maroc durant l'époque de la colonisation française, centré autour du mythe kabyle. Il a été largement soutenu par le colonialisme capitaliste et la politique française de diviser pour mieux régner,,,. Le mouvement berbériste a d'abord été caractérisé par un racisme anti-arabe, une aversion pour l'islam, et une affinité pour la culture française, tous approuvés et encouragés par les autorités coloniales françaises. Par la suite, le mouvement a gagné du terrain au sein d'autres communautés berbères dans le Maghreb, en Afrique du Nord. Il a été favorisé par des stratégies coloniales comme le dahir berbère. En Algérie et au Maroc, le mouvement berbériste s'oppose à l'arabisation culturelle, au panarabisme et à  l'islamisme.

## Histoire

### Durant la colonisation
Selon l'historien Guy Pervillé, le berbérisme est en partie une création des auteurs coloniaux qui s'appuyant sur le fait berbère en avaient tiré la justification d'une politique visant à séparer les Berbères des Arabes pour rapprocher les premiers des colonisateurs français. « Cette valorisation des Berbères se faisait en les rapprochant de l’Occident européen, par l’affirmation d’une communauté d’origine et de “race”, garante de vertus héréditaires communes à des peuples également sédentaires, travailleurs, économes et démocrates. » Cette communauté de civilisation aurait été brisée par la conquête arabe et l'islamisation. Cette vision idéologique a inspiré une politique kabyle en Algérie et une politique berbère au Maroc, mais, selon Pervillé, « ni l’une ni l’autre ne sont allées au-delà des déclarations d’intentions ».

### Conséquence de cette crise
Les militants sont vite indexés et marginalisés. Certains sont éliminés par l'ALN ; c'est le cas de Amar Ould Hamouda et Mbarek At Menguellat, assassinés en 1956 au village Ait Ouabane (At Waɛban), dans l'actuelle commune de Akbil en haute-Kabylie, où ils sont enterrés dans deux sépultures, l'une à la sortie Est du village, l'autre à la sortie Ouest.

### La position de Abane Ramdane et le FLN
Une lettre adressée par les congressistes de la Soummam condamnait le « travail de sape » au sein de la communauté algérienne en France des éléments « berbéristes ». La lettre fut signée par les dirigeants du FLN à savoir Zighout Youcef, Abane Ramdane, Larbi Ben M'hidi, Krim Belkacem, Lakhdar Bentobal, Amar Ouamrane, Si Cherif,.

## Des années 1980 à nos jours
En 1980 éclatent les manifestations du Printemps berbère, au cours desquelles les berbérophones de Kabylie réclament l'officialisation de leur langue. En 1988, l'ouverture démocratique donne une forte impulsion à la revendication berbériste avec la création du « Mouvement culturel berbère ».
Au cours de la « grève du cartable » des années 1994 et 1995, des élèves kabyles boycottent les écoles pour contester le monolithisme linguistique et culturel de l'arabe. En 1998, de très violentes émeutes suivent l’assassinat du chanteur Lounès Matoub. À partir de là, le climat devient pré-insurrectionnel. En 2000, la chaîne Berbère Télévision commence à émettre sur les ondes de Paris.
Lors du Printemps noir (printemps 2001), de violentes émeutes éclatent en Kabylie à la suite de la mort de Massinissa Guermah, jeune lycéen abattu par la gendarmerie à Béni-Douala. Le 14 juin, les Kabyles, réclamant notamment l'officialisation de la langue berbère, marchent sur Alger avant d’être réprimés par la police.
Le 17 octobre 2001, le roi Mohammed VI du Maroc crée un Institut royal de la culture amazighe (IRCAM) pour promouvoir la culture berbère.
En 2002, une révision de la Constitution algérienne de 1996 fait de l'amazighité l'une des composantes fondamentales de l'identité nationale algérienne, aux côtés de l'islam et de l'arabité. Parallèlement, les autorités fondent un Haut commissariat à l'amazighité. Dès lors, les revendications berbéristes diminuent.
Le 17 juin 2011, Mohammed VI propose une nouvelle constitution pour le Royaume du Maroc avec notamment l'élévation du berbère au rang de deuxième langue officielle du pays.
Lors des manifestations de 2019 en Algérie, le général Ahmed Gaïd Salah prévient que seules les couleurs nationales sont désormais autorisées dans les cortèges. En août 2019, un tribunal algérien requiert 10 ans de prison ferme contre un manifestant ayant brandi un drapeau berbère lors d’un rassemblement contre le régime. Selon le journal Ouest France, près de 60 personnes ont été arrêtées et placées en détention préventive en attendant leurs procès dans plusieurs villes d’Algérie pour des motifs similaires. Se rapportant à la presse algérienne, le quotidien précise que deux personnes ont été jugées et condamnées à deux mois de prison avec sursis.
En 2023, une nouvelle loi dispose que l'une des conditions à l'obtention de la nationalité marocaine est de maitriser la langue arabe ou la langue amazighe.